# Moritz Jenz
Moritz Jenz, né le 30 avril 1999 à Berlin en Allemagne, est un footballeur allemand qui évolue au poste de défenseur central au VfL Wolfsburg.

## Biographie

### Débuts
Né à Berlin en Allemagne, Moritz Jenz passe par le Tennis Borussia Berlin, avant de rejoindre le centre de formation du Fulham FC.
Le 25 août 2020, Moritz Jenz rejoint le FC Lausanne-Sport, s'engageant jusqu'en juin 2023,. Il joue son premier match en professionnel le 20 septembre 2020, face au Servette FC, lors de la première journée de la saison 2020-2021. Il entre en jeu à la place d'Aldin Turkeš, et son équipe l'emporte par deux buts à un. Il inscrit son premier but en Super League le 2 mai 2021, sur la pelouse du FC Sion, permettant à son équipe d'arracher le match nul.

### FC Lorient
Après une saison convaincante au FC Lausanne-Sport, Moritz Jenz intéresse plusieurs clubs européens comme le Celtic Glasgow. Le 30 août 2021, il s'engage en faveur du FC Lorient où il signe un contrat courant jusqu'en juin 2026. Il joue son premier match sous ses nouvelles couleurs le 10 septembre 2021, lors d'une rencontre de championnat face au LOSC Lille. Il est titularisé et son équipe s'impose par deux buts à un.

## Statistiques
| Saison                | Club                  | Championnat           | Championnat | Championnat | Championnat | Coupe nationale | Coupe nationale | Coupe nationale | Coupe de la Ligue | Coupe de la Ligue | Coupe de la Ligue | Compétition(s) continentale(s) | Compétition(s) continentale(s) | Compétition(s) continentale(s) | Compétition(s) continentale(s) | Total | Total | Total |
| Saison                | Club                  | Division              | M.          | B.          | P.d.        | M.              | B.              | P.d.            | M.                | B.                | P.d.              | Comp.                          | M.                             | B.                             | P.d.                           | M.    | B.    | P.d.  |
| 2020-2021             | FC Lausanne-Sport     | Super League          | 30          | 1           | 1           | 1               | 0               | 0               | -                 | -                 | -                 | -                              | -                              | -                              | -                              | 31    | 1     | 1     |
| 2021-2022             | FC Lausanne-Sport     | Super League          | 2           | 0           | 0           | -               | -               | -               | -                 | -                 | -                 | -                              | -                              | -                              | -                              | 2     | 0     | 0     |
| Sous-total            | Sous-total            | Sous-total            | 32          | 1           | 1           | 1               | 0               | 0               | 0                 | 0                 | 0                 | -                              | 0                              | 0                              | 0                              | 33    | 1     | 1     |
| 2021-2022             | FC Lorient            | Ligue 1               | 17          | 1           | 0           | 1               | 0               | 0               | -                 | -                 | -                 | -                              | -                              | -                              | -                              | 18    | 1     | 0     |
| 2022-2023             | Celtic FC (prêt)      | Scottish Premiership  | 11          | 2           | 0           | -               | -               | -               | 2                 | 0                 | 0                 | C1                             | 6                              | 0                              | 0                              | 19    | 2     | 0     |
| 2022-2023             | Schalke 04 (prêt)     | Bundesliga            | 11          | 0           | 0           | -               | -               | -               | -                 | -                 | -                 | -                              | -                              | -                              | -                              | 11    | 0     | 0     |
| 2023-2024             | VfL Wolfsburg         | Bundesliga            | 22          | 0           | 1           | 1               | 0               | 0               | -                 | -                 | -                 | -                              | -                              | -                              | -                              | 23    | 0     | 1     |
| 2024-2025             | FSV Mayence (prêt)    | Bundesliga            | 19          | 0           | 0           | 1               | 0               | 0               | -                 | -                 | -                 | -                              | -                              | -                              | -                              | 20    | 0     | 0     |
| Total sur la carrière | Total sur la carrière | Total sur la carrière | 112         | 4           | 2           | 4               | 0               | 0               | 2                 | 0                 | 0                 | -                              | 6                              | 0                              | 0                              | 124   | 4     | 2     |

## Palmarès
Celtic FC
- Championnat d'Écosse de football (1)
  - Champion en 2023
- Coupe de la Ligue écossaise de football (1)
  - Vainqueur en  2023